# Aleksandr Ivánovich Rumiántsev (militar)
El conde Aleksandr Ivánovich Rumiántsev (en ruso: Алекса́ндр Ива́нович Румя́нцев; uyezd de Kostromá, 1680 - Moscú, 4 de marzo de 1749) fue un militar y diplomático ruso, general en jefe (1737), gobernador de Malorosiya entre 1738 y 1740, y gobernador de Astracán y Kazán entre 1735 y 1736.

## Biografía
Miembro de la familia de alta alcurnia Rumiántsev, Aleksandr era hijo del stolnik Iván Ivánovich Rumiántsev (f. 1711) y nació en 1680 en el uyezd de Kostromá.
En su juventud participó en la Guerra del Norte (1700-1721), siendo nombrado en 1700 ayudante de Piotr Apraksin. En octubre de ese mismo año participó en la batalla de Narva. En 1703 ingresó en el regimiento Preobrazhenski, y como miembro del mismo combatió en el asedio de Narva de 1704, en el de Mitau, en el de Vyborg y en la batalla de Lesnaya. En 1708 fue nombrado alférez. Se distinguió al año siguiente en la batalla de Poltava, así como en la campaña del Prut de 1711. 
En mayo de 1712 fue enviado, en servicio al emperador, al embajador ruso en Copenhague y nombrado teniente. Así pues, desde ese año entraría al servicio directo de Pedro el Grande, cumpliendo varios encargos en los siguientes años. En 1714, con el grado de teniente capitán reclutó en Arjánguelsk 500 marineros, en 1715 se apoderaba de la pequeña localidad finlandesa de Kajansberg y en 1716 acompañó a Pedro I en un viaje al extranjero.
Desde finales de ese año seguiría los pasos del zarévich Alekséi Petróvich en su viaje de Austria a Nápoles. En 1717 recibió la orden junto con Piotr Tolstói de hacer regresar al hijo del zar a San Petersburgo. Por su papel en esta delicada misión que acabó con la ejecución del zarévich, en diciembre de 1718 es ascendido a mayor de la Guardia y nombrado adjutant general, entregándosele algunas propiedades confiscadas a los partidarios del zarévich.
Más tarde, en 1720 sería enviado a la corte sueca con felicitaciones con motivo del ascenso al trono de Federico I. En agosto de 1721 fue nombrado brigadier y en 1722 encabeza al regimiento Preobrazhenski acompañando a Pedro I en su Campaña Pérsica.
En 1724 recibe el grado de mayor general y es enviado a Malorosiya para investigar la lealtad del líder cosaco Pavló Polubótok. Ese mismo año sería enviado como embajador de emergencia a Constantinopla para más tarde recibir el mando de las tropas rusas en el área del Caspio. El 6 de enero de 1726 recibe la Orden de San Alejandro Nevski. Al año siguiente, en 1727 fue nombrado general. A su regreso a Moscú en noviembre de 1730 fue reasignado como teniente coronel del Regimiento Preobrazhenski de la Guardia Leib.
En 1732 se negó a ocupar el cargo de director del Colegio de Ingresos Estatales. Por ese motivo, así como por protestar contra la germanofilia y el lujo en la corte, fue despojado de sus condecoraciones y exiliado en su aldea de Cheberchino, en Kazán. Sin embargo, en 1735 sería restablecido como teniente general y nombrado gobernador de Astracán y de Kazán, así como Comandante de las tropas que combatían la rebelión baskir. Posteriormente, y hasta 1736, ocupó el cargo de Comisario de Asuntos Baskires.
Desde 1736 estuvo bajo las órdenes de Münnich, participando como comandante de división en la toma de Ochákov de 1737, siendo nombrado general en jefe ese mismo año.
En 1738 fue designado gobernador de Malorosiya, siendo retirado del ejército activo. En 1740 fue nombrado embajador extraordinario y plenipotenciario en Constantinopla, en la Sublime Puerta. En 1741 participó en la firma de un tratado complementario a la paz de Belgrado. Al año siguiente recibió la Orden de San Andrés.
En mayo de 1742 participó en Moscú en la coronación de la emperatriz Isabel Petrovna, recibiendo como regalo una tabaquera decorada con diamantes de 35.000 rublos y promovido a Coronel del Regimiento Preobrazhenski de la Guardia Leib. Desde agosto de ese año, fue delegado de Rusia en las negociaciones de paz con Suecia, como firmante del tratado de Åbo en agosto de 1743, por lo que sería elevado a la dignidad de conde en 1744.
Durante el reinado de Isabel I. los enemigos del canciller Alekséi Bestúzhev-Riumin postularon para ese puesto a Rumiántsev durante un tiempo, aunque nunca gozó del apoyo de la zarina. Murió en 1749 y fue enterrado en el monasterio Crisóstomo.
Estuvo casado desde 1720 con María Andréyevna Rumiántseva, hija del conde Andréi Matvéyev. De este matrimonio nacerían: Yekaterina (1723-1788, casada con el general Nikoläi Leóntiev), Piotr (1725-1796), Praskovia (1729-1786) y Daria (1730-1809, casada en un primer matrimonio con el conde F. I. Waldstein y más tarde con el kniaz Yuri Trubetskói -de este matrimonio nació su hija Praskovia).

## Condecoraciones
- Orden de San Andrés
- Orden de San Alejandro Nevski